# Paris minuit
Paris minuit est un film français réalisé par Frédéric Andréi et sorti en 1986.

## Synopsis
Deux amoureux sont traqués par la police après un hold-up raté, dans Paris déserté de ses habitants durant l'été. Ils décident de se séparer pour mieux échapper à leurs poursuivants, et se laissent des messages.

## Fiche technique
- Réalisation : Frédéric Andréi
- Scénario : Frédéric Andréi, Philippe Malignon
- Lieu de tournage : Paris
- Image : Bertrand Chatry
- Son: Éric Vaucher
- Musique : Christophe Donnet, Philippe Malignon
- Direction artistique : François Carton
- Costumes : Vanina Van de Riet
- Montage  : Dominique Roy
- Durée : 90 minutes
- Distribution : Gerick Distribution
- Date de sortie : 16 avril 1986

## Distribution
- Frédéric Andréi : Serge Cartan
- Isabelle Texier : Marie Chaton
- Gabriel Cattand : Commissaire Belland
- Philippe Malignon : Rougier
- Michel Creton  : Leproux
- Jean-Pierre Malignon : Carmona
- Alain Sachs : Martin
- Jean-Paul Comart : Alexis
- Jérôme Nobécourt : Roubaud
- Ginette Garcin : la clocharde